# Diapoma
Diapoma es un  género de peces de la familia Characidae en el orden de los Characiformes.

## Especies
Hay 14 especies en este género:
- Diapoma alburnum (Hensel 1870)
- Diapoma alegretense (L. R. Malabarba & S. H. Weitzman, 2003)
- Diapoma dicropotamicus (L. R. Malabarba & S. H. Weitzman, 2003)
- Diapoma guarani (Mahnert and Géry, 1987)
- Diapoma itaimbe (L. R. Malabarba & S. H. Weitzman, 2003)
- Diapoma lepiclastum (L. R. Malabarba, S. H. Weitzman & Casciotta, 2003)
- Diapoma nandi Vanegas-Ríos, Azpelicueta, & Malabarba, 2018[3]
- Diapoma obi (Casciotta, Almirón, Piáleck & Říčan, 2012)[4]
- Diapoma pyrrhopteryx Menezes & S. H. Weitzman, 2011
- Diapoma speculiferum Cope, 1894
- Diapoma terofali (Géry, 1964)
- Diapoma thauma Menezes & S. H. Weitzman, 2011
- Diapoma tipiaia (L. R. Malabarba & S. H. Weitzman, 2003)
- Diapoma uruguayense (Messner, 1962)